# Browar Jędrzejów
Browar Jędrzejów – browar w Jędrzejowie. Zakład jest własnością Van Pur Sp. z o.o.

## Historia
Początki browaru przemysłowego w Jędrzejowie datują się na pierwszą połowę XIX wieku. W 1871 roku zakład nabył Jan Frohlichen, który konsekwentnie go zmodernizował. W latach 1904–1906 na miejscu starego browaru istniejącego od 1823 roku wzniesiono od podstaw nowe budynki, które dostosowano do warzenia piwa pilzneńskiego. Moc zakładu uruchomionego w 1910 roku wynosiła 4 000 hektolitrów piwa rocznie. W okresie międzywojennym została zwiększona do 8 000 hektolitrów piwa.
Po II wojnie światowej browar upaństwowiono. W 1994 roku zakład zakupił przedsiębiorca z Krakowa, Adam Brodowski, który zmodernizował podupadły browar i utworzył spółkę Małopolski Browar Strzelec S.A. (1995). Firma sukcesywnie zaczęła zwiększać swoje zdolności produkcyjne i stała się liczącym producentem piwa w Polsce. Browar Strzelec podjął współpracę z austriackim partnerem – browarem Ottakringer Brauerei. W 1999 roku rozpoczął walkę o przejęcie większościowego pakietu akcji spółki Perła Browary Lubelskie uzyskując ostatecznie wraz ze wspólnikami 48% udziałów w tej firmie. W 2000 roku Browar Strzelec nabył od Browarów Górnośląskich zakład piwowarski w Rybniku, z przejęciem którego rozpoczął budowę grupy piwowarskiej. W 2002 roku Browar Strzelec S.A. połączył się z Koszalińskimi Zakładami Piwowarskimi Brok S.A., tworząc z nimi spółkę i ogólnopolską grupę piwowarską Browary Polskie Brok-Strzelec S.A. Akcje przedsiębiorstwa były notowane na Giełdzie Papierów Wartościowych w Warszawie. Moc produkcyjna browaru w Jędrzejowie wynosiła wówczas 350 tys. hektolitrów piwa rocznie.
Od 2003 roku rozpoczęły się poważne kłopoty finansowe spółki. Rósł dług przedsiębiorstwa wobec banków. W 2004 roku właściciele browaru postanowili zaprzestać działalności w branży piwowarskiej. W kwietniu 2005 roku Browar Strzelec w Jędrzejowie, podobnie jak Browar Brok w Koszalinie został kupiony przez duński koncern Danish Brewery Group.
Obecnie browar w Jędrzejowie może wyprodukować około 500 000 hektolitrów piwa rocznie. Od 2011 roku poprzez spółkę zależną jest własnością firmy Van Pur S.A.

## Produkty

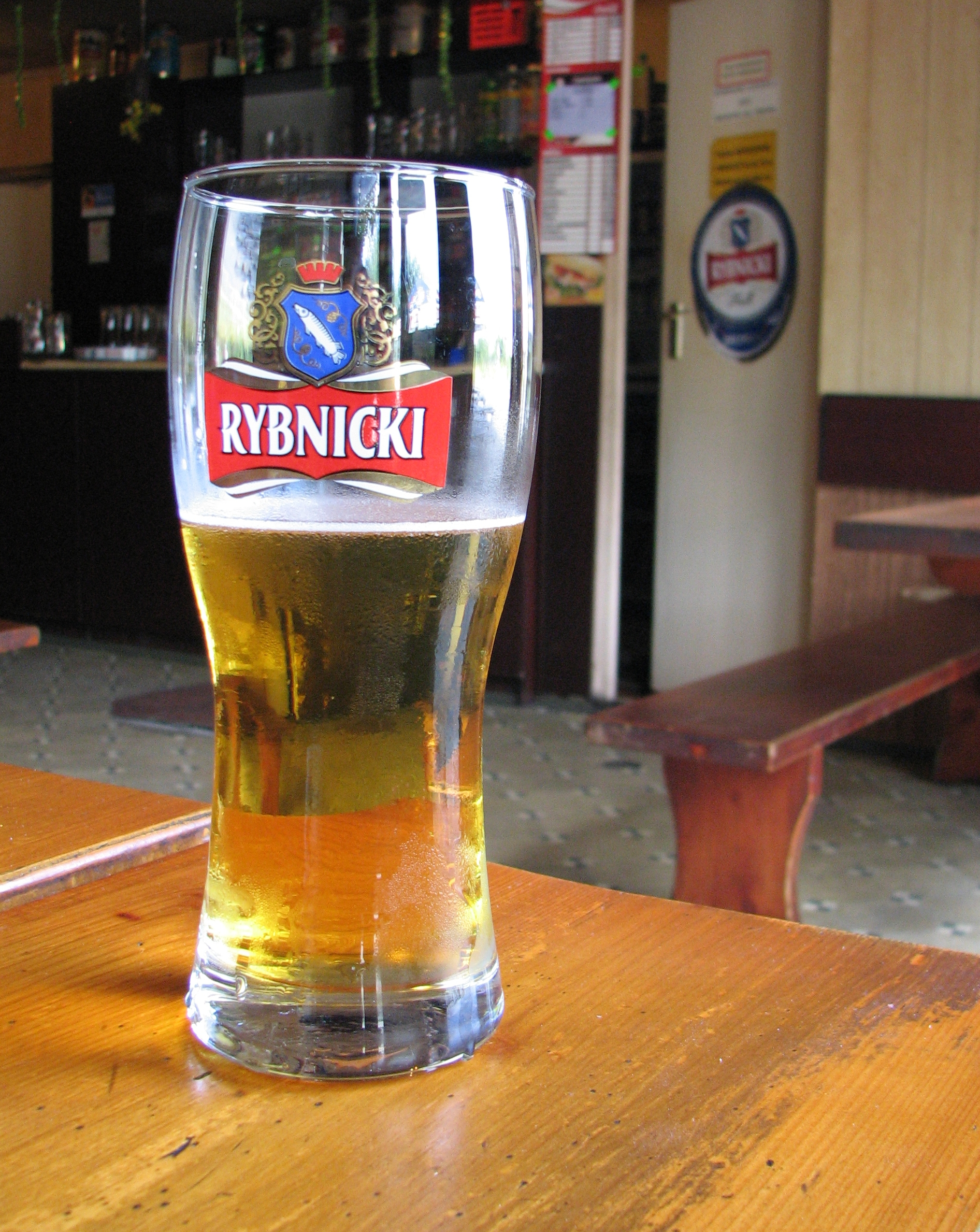
Rybnicki Full

Lager
- Strzelec Jasne Pełne
- Rybnicki Full

## Nagrody i wyróżnienia
- 2010: srebrny medal instytutu Monde Selection dla piwa Rybnicki Full[1]
- 2009: srebrny medal Monde Selection dla Strzelca Jasne Pełne, przyznany przez Quality Selections, Bruksela[2]
- 2009: dwie gwiazdki Superior Taste Award dla Strzelca Jasne Pełne, przyznane przez International Taste & Quality Institute – iTQi, Bruksela[3][4]
- 2008: srebrny medal dla Strzelca Jasne Pełne, przyznany w Konsumenckim Konkursie Piw w ramach Chmielaków Krasnostawskich[5]
- 2007: złoty medal dla Strzelca Mocne, przyznany w Otwartym Konkursie Piw w ramach XV Jesiennych Spotkań Browarników[6]
- 2006: Tytuł Piwo Roku przyznawany przez Towarzystwo Promocji Kultury Piwa Bractwo Piwne dla piwa Porter Strzelec[7]